# Alpagota
Alpagota là một giống cừu từ tỉnh Belluno ở Veneto, ở đông bắc nước Ý. Nó đặc biệt gắn liền với khu vực lịch sử Alpago, từ đó nó lấy tên của vùng này, và được nhân giống chủ yếu trong khu vực đó.

## Lịch sử
Nguồn gốc của Alpagota là không rõ ràng. Nó được nhân giống chủ yếu trong khu vực lịch sử Alpago, trùng với khu vực hiện đại của Chies d'Alpago, Farra d'Alpago, Pieve d'Alpago, Puos d'Alpago và Tambre ở phía đông nam của tỉnh Belluno, một số được nuôi dưỡng ở các tỉnh lân cận như Padova, Pordenone và Treviso. Alpagota có lẽ có chung nguồn gốc với giống cừu Lamon từ Feltrino, khu vực xung quanh Feltre, khoảng 50 km về phía tây của Alpago. Nó là một trong bốn mươi hai giống cừu địa phương có phân bố hạn chế trong đó một cuốn sách được lưu giữ bởi Associazione Nazionale della Pastorizia, hiệp hội chăn nuôi cừu quốc gia Ý.
Trong số 12 giống cừu địa phương có mặt ở Veneto năm mươi năm trước, chỉ có bốn giống còn tồn tại. Alpagota đã được Cộng đồng Châu Âu xác định là một giống cừu địa phương có nguy cơ vào đầu những năm 1990,và năm 1998 đã nhận được tình trạng PAT dưới cái tên "Pecora Alpagota".
Năm 1960 có hơn mười nghìn con cừu này; vào năm 2000, con số này đã giảm xuống còn khoảng 1600. Đến năm 2010 đã có hơn 2400,  và năm 2013 tổng số cá thể giống này được báo cáo là 3363.